# Вілле Яласто
Вілле Яласто (фін. Ville Jalasto, нар. 19 квітня 1986, Еспоо) — фінський футболіст, захисник клубу ГІК.
Виступав, зокрема, за клуби «Гонка» та «Олесунн», а також національну збірну Фінляндії.

## Клубна кар'єра
У дорослому футболі дебютував 2004 року виступами за команду «Гонка», в якій провів п'ять сезонів, взявши участь у 103 матчах чемпіонату. Більшість часу, проведеного у складі «Гонки», був основним гравцем захисту команди.
Своєю грою за цю команду привернув увагу представників тренерського штабу норвезького клубу «Олесунн», до складу якого приєднався на початку 2009 року. Відіграв за команду з Олесунна наступні три з половиною сезони своєї ігрової кар'єри і за цей час допоміг клубу двічі виграти Кубок Норвегії. 
Протягом 2012—2015 років захищав кольори команди клубу «Стабек».
На початку 2016 року повернувся на батьківщину, ставши гравцем ГІКа. Відтоді встиг відіграти за Відіграв за 11 матчів в національному чемпіонаті.

## Виступи за збірні
Протягом 2006—2009 років залучався до складу молодіжної збірної Фінляндії, разом з якою був учасником молодіжного Євро-2009, де фіни не змогли вийти з групи. Всього на молодіжному рівні зіграв у 17 офіційних матчах, забив 1 гол.
29 травня 2010 року дебютував в офіційних іграх у складі національної збірної Фінляндії в товариському матчі проти збірної Польщі (0:0). Наразі провів у формі головної команди країни 8 матчів.
| Дата       | Місто     | Господарі | Результат | Гості             | Турнір            | Голи | Примітки |
| ---------- | --------- | --------- | --------- | ----------------- | ----------------- | ---- | -------- |
| 29/05/2010 | Кельці    | Польща    | 0 – 0     | Фінляндія         | товариський матч  | -    |          |
| 10/08/2011 | Рига      | Латвія    | 0 – 2     | Фінляндія         | товариський матч  | -    |          |
| 15/11/2011 | Есб'єрг   | Данія     | 2 – 1     | Фінляндія         | товариський матч  | -    |          |
| 22/01/2015 | Дубай     | Фінляндія | 0 – 0     | Ємен              | товариський матч  | -    |          |
| 08/10/2015 | Бухарест  | Румунія   | 1 – 1     | Фінляндія         | Відбір до ЧЄ 2016 | -    |          |
| 11/10/2015 | Гельсінкі | Фінляндія | 1 – 1     | Північна Ірландія | Відбір до ЧЄ 2016 | -    |          |
| Усього     |           | Матчів    | 6         |                   | Голів             | 0    |          |

## Титули і досягнення
- Чемпіон Фінляндії (2):

ГІК: 2017, 2018
- Володар Кубка Норвегії (2):

«Олесунн»: 2009, 2011
- Володар Кубка Фінляндії (1):

ГІК: 2016-17